# تيري فيليكس
تيري فيليكس هو لاعب كرة قدم كندي، ولد في 9 سبتمبر 1959 في فانكوفر في كندا. شارك مع منتخب كندا لكرة القدم. أما مع النوادي، فقد لعب مع فانكوفر وايتكابس.